# Parlophone
Parlophone Records Ltd. es un sello discográfico británico que fue fundado en Alemania en 1896 por la empresa Carl Lindström Company como Parlophon. La rama británica se formó en 1923 como "Parlophone Records", que desarrolló una reputación en la década de 1920 como uno de los sellos de jazz más importantes. En 1926, Columbia Graphophone Company adquirió a Parlophone, los derechos sobre el nombre de la etiqueta y sus grabaciones. Columbia Graphophone más tarde se convirtió en EMI.
El 21 de septiembre de 2012, los reguladores aprobaron oficialmente la adquisición de EMI por Universal Music Group, bajo la condición de que Parlophone fuese separado del nuevo del grupo combinado. Parlophone y las otras etiquetas que debían venderse se fusionaron en una entidad independiente conocida como Parlophone Label Group, a la espera de su venta. Finalmente Warner Music Group (WMG) adquirió el grupo en mayo de 2013, por lo cual es su tercera etiqueta principal junto a Warner Bros. Records y Atlantic Records (aunque la empresa de distribución todavía se llama WEA, en referencia a Elektra Records, que fue absorbida por Atlantic en 2004). Parlophone ahora es el más antiguo de los tres sellos de WMG.
George Martin se unió a EMI en 1950 como asistente, y asumió como director del sello en 1955. Martin produjo y lanzó las grabaciones de la The Goons, la pianista Mrs Mills y la estrella adolescente Adam Faith. En 1962 Martin firmó una nueva banda de Liverpool llamada The Beatles. Cilla Black, Billy J. Kramer, The Fourmost y una banda de Mánchester contemporánea de The Beatles llamada The Hollies también firmaron con la disquera. Parlophone en la década de 1960 se convirtió en uno de los sellos discográficos más famosos y prestigiosos del mundo.
Durante mucho tiempo Parlophone tuvo el sencillo más vendido en el Reino Unido, "She Loves You" y el segundo álbum más vendido del Reino Unido, Sgt. Pepper's Lonely Hearts Club Band (después del Greatest Hits de Queen). La etiqueta también logró colocar siete sencillos en el número 1 en 1964, y además los álbumes del sello obtuvieron el primer puesto en las listas de álbumes para 40 de las 52 semanas durante ese año.
Asimismo alberga artistas y bandas muy importantes de la escena musical británica contemporánea, como son Gorillaz, Coldplay, Blur, Radiohead, Pet Shop Boys, Kylie Minogue, Siobhán Donaghy, Iron Maiden, Pete Doherty, Lily Allen, Queen o The Verve. También trabaja con artistas y grupos extranjeros, como la banda estadounidense Foo Fighters y el compositor francés de música electrónica Gesaffelstein.

## Historia
Fue fundada en Alemania en 1896 por la Carl Lindström Company como "Parlophon", para la fabricación de gramófonos antes de hacer discos. El símbolo ₤ de la marca es la L en alemán para Lindström.
En 1923, se estableció una oficina en el Reino Unido, añadiendo la "e" final al nombre, bajo la dirección de Oscar Preuss como A&R. Tras firmar un acuerdo de distribución para el Reino Unido con la Okeh Records estadounidense, Parlophone se convirtió en una discográfica importante de jazz en las islas británicas.
En 1927, la Columbia Graphophone Company, la filial británica del sello estadounidense Columbia, adquirió la Carl Lindström Company, y Parlophone. En 1931, Columbia se fusionó con la Gramophone Company para formar Electric & Musical Industries Ltd. (EMI).
Parlophone, además de seguir distribuyendo las grabaciones de OKeh, también comenzó a distribuir las de Columbia, Brunswick y algunas de Decca. En 1950, George Martin entró en la empresa como asistente de Oscar Preuss. Cuando Preuss se retiró en 1955, Martin le sucedió como A&R. En la década de 1950, el sello comenzó a especializarse también en grabaciones Spoken word de artistas cómicos como The Goons y el dúo Flanders and Swann.
A finales de la década de 1950, los artistas de Parlophone incluían a Humphrey Lyttelton, Mrs Mills, Peter Sellers y Adam Faith, que fue contratado en 1959 por Norman Newell, por entonces un A&R con EMI. Tomando un camino similar a otros sellos británicos de la época, Parlophone lanzó todo tipo de artistas de distintos sellos con licencia nacional y extranjera, incluyendo a James Brown, pero tuvo poco éxito en comparación con los sellos de EMI HMV y Columbia.
Estuvo a punto de ser cerrada a principio de los años sesenta, y se dedicaba a distribuir música clásica y sátiras musicales. Pero al final se salvó porque se hizo mundialmente famosa por lanzar los primeros discos de The Beatles en 1963. Después de que Martin abandonara el sello para formar Associated Independent Recording (AIR) Studios en 1965, Parlophone fue absorbida el sello Gramophone Company de EMI (rebautizado como EMI Records en 1973) con el sello Parlophone manteniendo su identidad. La etiqueta fue cerrada en 1973 cuando la mayoría de las etiquetas de EMI fueron eliminados a favor del nuevo sello EMI Records. Finalmente, Parlophone fue restablecida en 1980.
En la década de 2000 volvió a ser ampliamente reconocida gracias a Kylie Minogue, Coldplay y Gorillaz y el 23 de abril de 2008 Miles Leonard fue confirmado como nuevo presidente del sello.
Tras la fusión de EMI y Universal Music Group, Universal tuvo que vender Parlophone excepto al catálogo de The Beatles (que estará distribuido por Capitol Records). Finalmente Universal vendió Parlophone, entre otros sellos, a Warner Music Group el 8 de febrero de 2013.

## Artistas
Actualmente Parlophone Records Ltd. ha absorbido los catálogos pertenecientes a EMI Records, Columbia Graphophone Company, HMV, Harvest Records y otras subetiquetas propiedad de EMI con nuevas reediciones que llevan el sello Parlophone, solamente los artistas cuyas grabaciones fueron emitidos originalmente en el sello Parlophone se enumeran a continuación.
| - Adam Faith - Alice in Chains (excepto Estados Unidos) - All Saints - Arcadia - Alternative Radio - Athlete - Arcángel - Aya Nakamura - Babyshambles - Bat for Lashes - The Beatles (Catálogo actualmente controlado por Capitol Records) - Becky Hill - Beverley Knight - Billy J. Kramer & the Dakotas - Bliss - Blur - Bobby Lewis - Bobby Tench - Bonnie Lou - Chiddy Bang - Chromeo - The Chemical Brothers - Cilla Black - Cliff Bennett & the Rebel Rousers - Coldplay (excepto Estados Unidos y Canadá) - Conor Maynard - CY7 - Damon Albarn - Danger Mouse - David Guetta - Deep Purple (excepto Estados Unidos y Canadá) - Dick James - Divine Comedy - Dorothy Squires - Daft Punk - Duffy Power - Duran Duran (outside the US) - Dusty Springfield - Eliza Doolittle - EMF | - Flanders & Swann - The Fourmost - Gabrielle Aplin - Gass - Georgi Kay - Gesaffelstein - Goldfrapp - The Good Natured - The Good, the Bad and the Queen - The Goons - Gorillaz - Graham Coxon - Gyllene Tider - The Hollies - Héroes del Silencio - Humphrey Lyttelton - Idris Elba - Interpol - Iron Maiden (excepto Estados Unidos y Canadá) - Jamelia - Jim Dale - John Barry Seven - John Lennon (Catálogo actualmente controlado por Capitol Records) - Julio Jaramillo - Kay Kyser - Keith West - The King Brothers - Kraftwerk (excepto Estados Unidos y Canadá) - Kylie Minogue - Late of the Pier - Laurie London - Lily Allen (excepto Estados Unidos) - Love Sculpture - Luke Sital-Singh - Mansun - Matrix & Futurebound - Matt Monro - Mel and Kim | - Mike Sarne - Morning Parade - MPHO - Mrs Mills - The Night VI - Otis Waygood - The Paramounts - Pablo Alborán - Paul McCartney (Catálogo actualmente controlado por MPL Communications) - Peter Sellers - Pet Shop Boys - Pink Floyd (excepto Estados Unidos y Canadá) - Queen (Catálogo actualmente controlado por Hollywood Records en Estados Unidos y Island Records en el resto del mundo) - Queen + Paul Rodgers (Catálogo actualmente controlado por Island Records) (excepto Estados Unidos y Canadá) - Radiohead (outside the US) - Rainbow Ffolly - Richard Hawley - Saint Motel - Scarlet Party - Shane Fenton - Sigur Rós - Sky Ferreira - Supergrass - The Temperance Seven - Teresa Teng - Thomas Jack - Tina Turner - Tinie Tempah - Two Door Cinema Club - The Verve - Vince Taylor - Vipers Skiffle Group - Waltari |